# Дорис Пинчич
Дорис Пинчич е хърватска актриса, известна с участието си в сериала „Изборът на Лара“.

## Биография
Родена е на 4 септември 1988 година в Задар в семейството на майка счетоводителка и баща рибар. Актьорските ѝ умения се проявяват още в ранна възраст, а след известно време се присъединява към театъра „Играjмо се“.
Работи като радиоводеща в родния град по време на своето средно образование. Написва пиеси с образователна цел, занимава се с организиране на различни мероприятия, но се проявява и като аниматор. В Осиек следва актьорско майсторство, специалност „куклен театър“.
Става известна с ролята си на Лара Божич-Златар в сериала „Изборът на Лара“ и игралния филм „Изборът на Лара: Изгубеният принц“. Получава роля в театралната комедия „Лутка“, която печели награда „Златен зъб“.
Омъжена е за музиканта Борис Рогозница. На 11 февруари 2014 година им се ражда син. Понастоящем живее в Загреб, работейки като една от водещите на сутрешния блок на Хърватските Радио и Телевизия.